# Evgenia Zografou

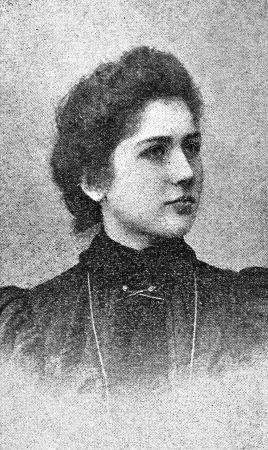
Evgenia Zografou 1898

Evgenia Zografou (griechisch Ευγενία Ζωγράφου; * 1878 in Nafplio; † 2. Juli 1963 in Athen) war eine griechische Journalistin und Schriftstellerin, die 1878 von der damaligen griechischen Presse als griechische George Sand bezeichnet wurde.

## Leben und Werk
Evgenia Zografou wurde in der ersten Hauptstadt des modernen Griechenlands Nafplio als Tochter von Aggeliki Zografou und Lykourgos Zografos geboren. Ihre Familie zog nach Athen, als sie noch ein Kind war. Dort besuchte sie die Mädchenschule Parthenagio. Noch als Schülerin veröffentlichte sie auf Anregung von Aristomenis Provelengios das Gedicht „I Bilio“ (Η Μπίλιω). Von 1907 bis 1942 war sie Direktorin der Zeitschrift „Elliniki Epitheorisi“ («Ελληνική Επιθεώρησης» Griechische Revue), in der auch ihre Artikel erschienen. Darüber hinaus arbeitete sie unter anderem auch für die Zeitungen Akropolis, Skrip, Asty, Atlantis und Embros, schrieb Artikel, Essays, Kurzgeschichten, einen Roman und Theaterstücke. Sie verfasste für die Zeitung Akropolis die erste Reportage über die Situation der Arbeiterklasse, in der sie 1898 die Arbeitgeber aufforderte, den Arbeiterinnen eine angemessene Verpflegung zu organisieren, damit diese die Kraft zur Arbeit haben.
Evgenia Zografou diente im ersten Balkankrieg als freiwillige Krankenschwester und wurde vom Innenministeriums Griechenlands von 1921 bis 1922 zur Direktorin der Militärzeitschrift Niki berufen.
Sie gilt als die erste Griechin, die als Frauenrechtlerin einen historischen Roman verfasste. Ihr Werk Gourena spielt während des griechischen Befreiungskampfes und beschreibt die historische Figur der Asimina Lidoriki-Goura, Ehefrau des damaligen Festungskommandanten von Athen Yannis Gouras. 2018 wurde ihr Roman Gourena vom Kalligrafis-Verlag neu aufgelegt.
Von ihren Zeitgenossen wurde Evgenia Zografou und ihre Arbeit folgendermaßen wahrgenommen: „ein gemeinsames Merkmal aller Artikel, die sich auf die Prosa und die Theaterstücke von Eugenia Zografou beziehen, ist die Bewunderung und das Erstaunen darüber, wie es möglich ist, so viel körperliche und geistige Schönheit in ein und derselben jungen Frau zu vereinen.“  Allgemein genoss sie zu ihrer Zeit die Anerkennung ihrer schriftstellerischen Kolleginnen und Kollegen, wie eine wissenschaftliche Arbeit von Maria Michail über die Schriftstellerin aus dem Jahr 2010 belegt.
In ihren Erzählungen stehen zumeist junge Frauen im Mittelpunkt. Es wird die große Abhängigkeit der Frauen von ihren Familien und ihre passive Haltung in der Gesellschaft und der Liebe beschrieben. Zusätzlich prangert sie in ihrem Werk die soziale Ungerechtigkeit an, die durch die Ausbeutung der Schwachen und Armen durch einige wenige skrupellose Menschen entsteht.
Ihre Theaterstücke Die Nonne und Kleftopoula sind historischen Inhalts, während die anderen fünf als Sozialdramen charakterisiert wurden. Zwei ihrer Theaterstücke wurden ins Englische und ins Französische übersetzt.
Von der Neogräzistin Marietta Ionaidou, Professorin für Neugriechisch an der Universität Amsterdam, wird Evgenia Zografou als die erste Vertreterin der sozialistischen Frauenemanzipation («σοσιαλιστική χειραφέτηση») bezeichnet, da sie die Frauenfrage in Bezug auf die unmenschliche soziale Infrastruktur behandele und mit der Arbeiterbewegung verbinde.
Evgenia Zografou starb 1963 in Athen, ihr Werk geriet in Vergessenheit.

## Veröffentlichungen (Auswahl)

### Prosa
- Διηγήματα (Erzählungen). Athen 1896.[3]
- Διηγήματα (Erzählungen). 1898.[3]
- Διηγήματα (Erzählungen). 1900.[3]
- Η Γκούραινα (Gourena). Athen, Α.Ζ. Dialisma 1904.[6]
  - Η Γκούραινα (Gourena). Neuauflage Kalligrafis Verlag 2018, ISBN 978-960-9568-57-9.

### Theaterstücke
- Η Μοναχή (Die Nonne). Uraufführung 1894 durch das Theater am Omonia-Platz.[3]
- Ο εξιλασμός (Die Sühne). Uraufführung 1895 durch das Theater Pardeisos.[3]
- Η κλεφτοπούλα (Kleftopoula). Uraufführung 1899 durch das Neapolis-Theater.[3]
- Όταν λείπει το χρήμα (Wenn das Geld fehlt). Uraufführung 1912 im Theater der Kyveli.[3]
- Η Τζένυ με το γέλιο της (Jenny mit ihrem Lachen).[3]
- Το στοίχημα (Die Wette).[3]
- Η Άνοιξη (Der Frühling).[3]